# Arboleas
Arboleas község Spanyolországban, Almería tartományban. Lakosainak száma 4319 fő (2024).

## Történelme
Régi templomát 1492-ben építtette Toledo érseke, ma már csak a romjai láthatóak egy, a folyó felől nehezen megközelíthető sziklán.

## Földrajza
Arboleas Albanchez, Albox, Zurgena, Lubrín, Cantoria és Taberno községekkel határos.

## Népesség
A település lakosságának változását az alábbi diagram mutatja:
| Lakosok száma | 1615 | 2310 | 3402 | 4527 | 4863 | 4698 | 4538 | 4596 | 4685 | 4319 |
|               | 2001 | 2004 | 2006 | 2009 | 2011 | 2014 | 2016 | 2019 | 2021 | 2024 |